# Democracia (marxismo)
Na teoria marxista, uma nova sociedade democrática surgirá por meio das ações organizadas por uma classe trabalhadora internacional, emancipando toda a população e liberando os humanos para agirem sem estarem vinculados ao mercado de trabalho. Haveria pouca ou nenhuma necessidade de um Estado cujo objetivo é impor a alienação do trabalho. Karl Marx e Friedrich Engels afirmaram no Manifesto Comunista e em obras posteriores que "o primeiro passo na revolução da classe trabalhadora é elevar o proletariado à posição de classe dominante para vencer a batalha pela democracia" e pelo sufrágio universal, sendo "uma das primeiras e mais importantes tarefas do proletariado militante". Como Marx escreveu em sua Crítica ao Programa de Gotha, “entre a sociedade capitalista e a comunista, existe o período da transformação revolucionária de uma na outra. A ele corresponde também um período político de transição, cujo Estado não pode ser senão a ditadura revolucionária do proletariado". Ele permitiu a possibilidade de transição pacífica em alguns países com fortes estruturas institucionais democráticas (como Grã-Bretanha, Estados Unidos e Países Baixos), mas sugeriu que em outros países em que os trabalhadores não podem "atingir seu objetivo por meios pacíficos", a "alavanca da nossa revolução deve ser a força", afirmando que os trabalhadores tinham o direito de se revoltar se lhes fosse negada a expressão política. Em resposta à pergunta "Qual será o curso desta revolução?" em Princípios do Comunismo, Friedrich Engels escreveu:
Acima de tudo, estabelecerá uma constituição democrática e, através dela, o domínio direto ou indireto do proletariado.— Friedrich Engels Princípios do Comunismo
Enquanto os marxistas propõem a substituição do estado burguês por um semi-Estado proletário através da revolução (ditadura do proletariado) que eventualmente deixaria de existir, os anarquistas alertam que o Estado deve ser abolido junto com o capitalismo. No entanto, os resultados finais desejados, uma sociedade comunal sem Estado, são os mesmos.

## União Soviética e bolchevismo
No século XIX, o Manifesto Comunista (1848) de Karl Marx e Friedrich Engels pedia a unificação política internacional das classes trabalhadoras europeias para alcançar uma revolução comunista; e propunha que, como a organização socioeconômica do comunismo era de uma forma superior à do capitalismo, uma revolução dos trabalhadores ocorreria primeiro nos países economicamente avançados e industrializados. A social-democracia marxista foi mais forte na Alemanha ao longo do século XIX, e o Partido Social-Democrata da Alemanha inspirou Lenin e outros marxistas russos.
Durante a fermentação revolucionária da Revolução Russa de 1905 e 1917, surgiram tentativas da classe trabalhadora de democracia direta com sovietes [en] (russo para "conselho"). De acordo com Lenin e outros teóricos da União Soviética, os sovietes representam a vontade democrática da classe trabalhadora e são, portanto, a personificação da ditadura do proletariado. Lenin e os bolcheviques viam o soviete como a unidade organizacional básica da sociedade em um sistema comunista e apoiavam essa forma de democracia. Assim, os resultados da tão esperada eleição para a Assembleia Constituinte em 1917, onde o Partido Bolchevique de Lenin perdeu para o Partido Socialista Revolucionário, foram anulados quando a Assembleia Constituinte foi dissolvida em janeiro de 1918.
Funcionalmente, o partido de vanguarda leninista deveria fornecer à classe trabalhadora a consciência de classe (educação e organização) e a liderança revolucionária necessária para depor o capitalismo na Rússia Imperial. Após a Revolução de Outubro de 1917, o leninismo era a versão dominante do marxismo na Rússia e, ao estabelecer a democracia soviete, o regime bolchevique suprimiu os socialistas que se opunham à revolução, como os mencheviques e facções do Partido Socialista Revolucionário.
Em novembro de 1917, Lenin emitiu o "Decreto sobre o Controle dos Trabalhadores", que convocou os trabalhadores de cada empresa a estabelecer um comitê eleito para monitorar a administração de suas empresas. Naquele mês, eles também emitiram uma ordem requisitando o ouro do país, e nacionalizaram os bancos, o que Lenin viu como um grande passo em direção ao socialismo. Em dezembro, o Sovnarkom estabeleceu um Conselho Supremo da Economia Nacional (VSNKh), que tinha autoridade sobre a indústria, bancos, agricultura e comércio. No início de 1918, o Sovnarkom cancelou todas as dívidas externas e recusou-se a pagar os juros devidos sobre elas. Em abril de 1918, nacionalizou o comércio exterior, estabelecendo o monopólio estatal das importações e exportações. Em junho de 1918, decretou a nacionalização dos serviços públicos, ferrovias, engenharia, têxteis, metalurgia e mineração, embora muitas vezes fossem estatais apenas no nome. A nacionalização em grande escala não ocorreu até novembro de 1920, quando pequenas empresas industriais foram colocadas sob controle do Estado.
Uma facção dos bolcheviques conhecida como "comunistas de esquerda" criticou a política econômica do Sovnarkom por ser muito moderada; eles queriam a nacionalização de toda a indústria, agricultura, comércio, finanças, transporte e comunicação. Lenin acreditava que isso era impraticável naquele estágio e que o governo deveria nacionalizar apenas as empresas capitalistas de grande escala da Rússia, como bancos, ferrovias, propriedades fundiárias maiores e fábricas e minas maiores, permitindo que empresas menores operassem de forma privada até que crescessem o suficiente para serem nacionalizados. Lenin também discordou dos comunistas de esquerda sobre a organização econômica; em junho de 1918, ele argumentou que o controle econômico centralizado da indústria era necessário, enquanto os comunistas de esquerda queriam que o controle econômico de cada fábrica fosse completamente descentralizado, uma abordagem sindicalista que Lenin considerava prejudicial à causa do socialismo.
Adotando uma perspectiva libertária de esquerda, tanto os comunistas de esquerda quanto algumas facções do Partido Comunista criticaram o declínio das instituições democráticas na Rússia. Internacionalmente, alguns socialistas criticaram o regime de Lenin e negaram que ele estivesse estabelecendo o socialismo; em particular, destacaram a falta de ampla participação política, consulta popular e democracia industrial. No final de 1918, o marxista tcheco-austríaco Karl Kautsky escreveu um panfleto anti-leninista condenando a Revolução de Outubro por não ter primeiro feito a transição para o capitalismo, ao qual Lenin publicou uma resposta vociferante.

## Perspectiva do Partido Comunista da China
A partir de 2019, o Partido Comunista da China desenvolveu o conceito de "democracia de processo integral" que em 2021 foi denominado "democracia popular de processo integral" (a adição de "popular" enfatizou uma conexão com o conceito maoísta da linha de massa). Sob esse ponto de vista, uma "democracia socialista real e efetiva" pode ser apresentada como uma série de quatro relacionamentos conjuntas: 1) "democracia de processo" (过程民主) e "democracia de realização" (成果民主), 2) "democracia de conquista" (程序民主) e “democracia substantiva” (实质民主), 3) “democracia direta” (直接民主) e “democracia indireta” (间接民主), e 4) “democracia popular” (人民民主) e “vontade do Estado” (国家意志). A democracia popular de processo integral é uma visão principalmente consequencialista, na qual o critério mais importante para avaliar o sucesso da democracia é se a democracia pode "resolver os problemas reais do povo", enquanto um sistema no qual "o povo é acordado apenas para votar" é não verdadeiramente democrático. Como resultado, a democracia popular de processo integral critica a democracia liberal por seu foco excessivo no procedimento.